# اولین عروسی من (فیلم ۲۰۰۶)
اولین عروسی من (به انگلیسی: My First Wedding) فیلمی محصول سال ۲۰۰۶ و به کارگردانی لورنت فایروده است. در این فیلم بازیگرانی همچون ریچل لی کوک، کنی داوتی، پال هاپکینز، کارولین کارور و والری ماهافی ایفای نقش کرده‌اند.